# Манастир Оћестово
Манастир Оћестово је женски манастир Српске православне цркве посвећен Светој мученици Недјељи.

## Положај и прошлост
Манастир се налази у Републици Хрватској, у сјеверној Далмацији, у селу Оћестово, удаљен око десетак километара западно од Книна.
Изградња Цркве Свете великомученице Недјеље у Оћестову почела је 1928. године, јер су православни народ далматинског краја, а посебно житељи села Оћестова жељели да подигну цркву у мјесту рођења владике далматинског Стефана Кнежевића. Црква је посвећена Светој великомученици Недјељи, која ужива посебно поштовање међу православнима у Далмацији.
До освећења 1960. године, Црква Свете Недјеље припадала је пађенској парохији, а од 1960. године постаје самостална парохијска црква. Православни далматинци су се по обичају окупљали на сабору у Оћестову прве недјеље послије Петровдана, када се у овој цркви Епархије далматинске прославља празник Свете великомученице Недјеље.

## Оснивање
Због великог значаја ове завјетне цркве Епархије далматинске, која је кроз своју историју већ постала мјесто ходочашћа и поклоњења, владика далматински Фотије својом одлуком од 13. јула 2005. године Цркву Свете великомученице Недјеље у Оћестову прогласио је манастиром.
Владика далматински Фотије служио је 17. јула 2005. године Свету Архијерејску Литургију у храму Свете великомученице Недјеље у Оћестову и том приликом храм је проглашен женским манастиром. Тако је манастир Свете великомученице Недјеље постао шести манастир и први женски манастир у Епархији далматинској. Проглашењу манастира Оћестова било је присуствовало неколико хиљада вјерника. Данашњи настојатељ манастира је јеромонах Киријак (Врањешевић).